# Geoffroi Malaterra
 (décembre 2019).
Si vous disposez d'ouvrages ou d'articles de référence ou si vous connaissez des sites web de qualité traitant du thème abordé ici, merci de compléter l'article en donnant les références utiles à sa vérifiabilité et en les liant à la section « Notes et références ».
Geoffroi Malaterra (en latin, Gaufridus Malaterra ; en italien, Goffredo Malaterra) est un chroniqueur de la seconde moitié du XIe siècle.

## Biographie
On a longtemps pensé qu'il était d'origine normande mais aucun élément ne permet de prouver une telle origine. Une des hypothèses possibles suppose qu'il est originaire d'une région du sud de la Normandie, comme le sud du Perche.
Moine bénédictin au monastère de Saint-Évroult en pays d'Ouche, Geoffroi Malaterra le quitte dans sa jeunesse pour les monastères italiens de « Sant’Eufemia » en Calabre, puis de « Sant’Agata » à Catane en Sicile, où le comte normand de l'île, Roger de Hauteville, qu’il connaissait personnellement, le chargea d’écrire sa biographie.
À la fin du XIe s., il rédigea une chronique, l'une des trois principales qui narrent les opérations normandes en Méditerranée, concernant surtout les expéditions siciliennes du comte Roger (1061-1091). Geoffroi relate les premières campagnes de Roger, basées sur la tradition orale qu’il avait recueilli.
Geoffroi est souvent l’unique source dont on dispose actuellement au sujet des guerres du comte de Sicile. Après avoir rapporté la campagne byzantine de Robert Guiscard (1081-1085), frère aîné de Roger, son récit touche uniquement à ce dernier. Quoique Roger soit son héros, il ne cherche cependant pas à le louer ou à le disculper aux dépens de la vérité. Cependant, selon Ferdinand Chalandon, le principal reproche que l'on puisse faire à Geoffroi est une tendance marquée au panégyrique. Le comte Roger et les Normands ont toutes les vertus ; ils sont toujours vainqueurs et malgré leur petit nombre, ils mettent en déroute d'innombrables armées musulmanes.
S’arrêtant à 1099, sa chronique peut être considérée comme l’histoire officielle de la Cour de Roger de Sicile, siégeant principalement à Mileto en Calabre, où il sera inhumé deux ans plus tard (1101).

## Œuvres
- (la) De rebus gestis Rogerii Calabriae et Siciliae comitis et Roberti Guiscardi ducis fratris eius, Bologna ; Città di Castello, N. Zanichelli ; Lapi, 1925
- (en) The deeds of Count Roger of Calabria and Sicily and of his brother Duke Robert Guiscard, Éd. Kenneth Baxter Wolf, Ann Arbor, University of Michigan Press, 2005  (ISBN 047211459X)
- (it) Ruggero I e Roberto il Guiscardo, Éd. Vito Lo Curto, Cassino, Francesco Ciolfi, 2002  (ISBN 8886810105)
- (it) Imprese del conte Ruggero e del fratello Roberto il Guiscardo, Palermo, Flaccovio, 2000  (ISBN 8878041718)